# 新湊きっときと市場
新湊きっときと市場（しんみなときっときといちば）は、富山県射水市海王町1番地に所在する飲食・物販施設である。新湊うまいもん株式会社により運営されている。

## 概要
新湊うまいもん株式会社により3億円かけて建設され、2011年4月29日にオープン。鉄骨平屋建で店舗面積約2,300 m2で、玄関に巨大なカニの看板が掲げられている。直営レストラン『きっときと亭』（180席）、浜焼き『浜風』（36席）および、鮮魚や特産品などを販売するテナント（開業当初は9店舗）が入居している。
2020年5月26日までに、主要テナントの鮮魚店『新湊物流センター』が新型コロナウイルスの流行の影響で撤退することが判明。跡地には同年8月14日に直営の鮮魚店『海鮮問屋 魚新』、8月15日にすし店『湊寿し』が開店している。
2024年1月1日、能登半島地震による液状化現象で水道管が破損し、トイレや調理場で水が使えなくなったため、休業となった。比較的被害の小さかった別棟の『食処海み屋』は1月31日に再開した。本館は工事の進捗を踏まえ、当初は2月中旬から順次再開し、3月上旬の全面再開を目指していたが、3月2日に本館にある6店舗が営業を再開した。
2025年1月11日、いみずサクラマスを使用したフィッシュ&チップスを提供する店『PUB stripe』（パブ・ストライプ）がオープンした。

## 営業時間
年中無休、9時から17時まで（時期やイベントにより変更される場合がある）　

## 周辺
- 海王丸パーク
- 新湊大橋